# Seznam mednarodnih brigad španske državljanske vojne
Seznam mednarodnih brigad španske državljanske vojne.

## Seznam
- 11. mednarodna brigada »Ernst Thälmann«
- 12. mednarodna brigada »Giuseppe Garibaldi«
- 13. mednarodna brigada »Jarosław Dąbrowski«
- 14. mednarodna brigada »La Marseillaise«
- 15. mednarodna brigada »Lincoln«
- 129. mednarodna brigada »Georgi Dimitrov«